# Евецкий, Фёдор Орестович
 Фёдор Орестович Евецкий  (13 [25] июля 1851, Варшава — 20 апреля [3 мая] 1909, Юрьев) — русский офтальмолог, ординарный профессор Московского и Юрьевского университетов.

## Биография
Родился 13 (25) июля 1851 года в Варшаве в семье тайного советника, директора канцелярии наместника Царства Польского князя Паскевича-Эриванского. Среднее образование получил в 1-й Харьковской гимназии, курс в которой он окончил в 1869 году с золотой медалью.
В 1870 году Фёдор Орестович Поступил в медико-хирургическую академию но вышел из неё со 2 курса и уехал за границу, где он занимался медициной в Цюрихе (1874), затем в Гейдельберге, Вене и Галле. В 1872 году по причине политической неблагонадежности, был подчинен негласному надзору вследствие близости с некоторыми лицами, привлеченными по нечаевскому делу (В. И. Лунин и Беляева). В Гейдельбергском университете сдал экзамен (1875) на звание лекаря.
Будучи студентом состоял ассистентом у профессоров Фрея и Эберта, а по окончании курса у профессора Горнера. За границей у него 14 июня 1873 года родилась дочь Елена.
В 1880 году в Дерптском университете сдал экзамен на степень доктора медицины. Поселился в Москве, где открыл частную практику. Защитил диссертацию «Beitrag zur Kenntniss der Colobomcysten» и получил учёную степень доктора медицины. В 1886 году занял место консультанта по глазным болезням при комитете Христианская помощь Российского Общества Красного Креста, затем был назначен консультантом по той же специальности при учреждениях Императрицы Марии и при Первой городской больнице.
С 1892 года ассистент, приват-доцент, с 1895 года экстраординарный профессор и заведующий амбулаторией при глазной клинике Московского университета; 20 октября 1900 года был назначен на должность ординарного профессора и директора глазной клиники в Юрьевском университете. 
Скончался 20 апреля (3 мая) 1909 года в Юрьеве.